# Tevfik Rüştü Aras
Tevfik Rüştü Aras (ur. 1883 w  Çanakkale, zm. 5 stycznia 1972 w Stambule) – turecki polityk kemalistowski, dyplomata. Minister spraw zagranicznych Turcji 1925-1938, ambasador Turcji w Wielkiej Brytanii 1939-1943.

## Życiorys
W 1905 ukończył Francuską Szkołę Medyczną w Bejrucie. W 1907 zaprzyjaźnił się w Salonikach z Mustafą Kemalem, w 1909 został członkiem Komitetu Jedności i Postępu. W następnych latach urzędnik osmańskiej służby zdrowia na różnych stanowiskach.
Po klęsce Imperium Osmańskiego w I wojnie światowej, w 1919 udał się do Anatolii, przyłączając się do  kierowanego przez Mustafę Kemala zbrojnego oporu wobec rządu sułtańskiego i polityce ograniczenia przez zwycięską Ententę suwerenności Turcji i rozbioru jej terytorium. W 1920 wybrany z okręgu Muğla do Wielkiego Zgromadzenia Narodowego Turcji w Ankarze. Jesienią 1920 był jednym z założycieli Tureckiej Partii Komunistycznej, utworzonej na polecenie Kemala dla przeciwdziałania wpływom związanej z Kominternem Komunistycznej Partii Turcji.
Uczestniczył w prowadzonych w Moskwie rokowaniach delegacji pod przewodnictwem Ali Fuata, które doprowadziły do zawarcia 16 marca 1921 traktatu pokojowego pomiędzy Wielkim Zgromadzeniem Narodowym Turcji a Rosją Sowiecką. Traktat ten stanowi do dziś dnia podstawę stosunków wzajemnych Turcji i Rosji.
W powołanym 4 marca 1925 gabinecie İsmeta İnönü otrzymał stanowisko ministra spraw zagranicznych. Funkcję pełnił w kolejnych rządach, aż do śmierci Atatürka 10 listopada 1938. W 1937 pełnił funkcję przewodniczącego Zgromadzenia Ligi Narodów. Uważany za polityka filosowieckiego, trzykrotnie (1926, 1930 i 1937) złożył oficjalne wizyty w ZSRR.
Po dymisji z funkcji ministra mianowany w 1939 ambasadorem Turcji w Wielkiej Brytanii, misję pełnił do 1943.
Po przejściu na emeryturę  poświęcił się publicystyce, wspierał utworzenie Partii Demokratycznej, po objęciu przez nią władzy przewodniczył w latach 1952-1959 radzie nadzorczej państwowego banku Türkiye İş Bankası.
Pochowany na cmentarzu Aşiyan Asri w Stambule.